# Indianoinocellia
Genre
Indianoinocellia est un genre d'insectes raphidioptères de la famille des Inocelliidae. 

## Systématique
Le genre a été créé en 1970 par le couple d'entomologistes autrichiens Horst (d) et Ulrike Aspöck (d).

## Distribution
Ces espèces sont présentes au Mexique.

## Liste des espèces
Selon GBIF (30 juin 2022) :
- Indianoinocellia mayana U.Aspöck et al., 1992
- Indianoinocellia pilicornis Carpenter, 1959